# Onychocamptus mohammed
Onychocamptus mohammed is een eenoogkreeftjessoort uit de familie van de Laophontidae. De wetenschappelijke naam van de soort is voor het eerst geldig gepubliceerd in 1891 door Blanchard & Richard.